# PacSun
PacSun, en forme longue Pacific Sunwear of California, est une entreprise de prêt-à-porter américaine basée à Anaheim en Californie.

## Histoire
En avril 2016, PacSun se place sous le chapitre 11 de la loi sur les faillites des États-Unis.
Le titre était coté NASDAQ sous le code PSUN.